# Harlingen
Harlingen (anhörenⓘ) (westfriesisch und niederdeutsch Harns) ist eine Hafenstadt und Gemeinde in der niederländischen Provinz Friesland.
Der Name beruht vermutlich auf dem Herrensitz Harlinga und steht in keiner Verbindung zu dem ostfriesischen Landstrich Harlingen. Am 1. Januar 2025 hatte die Stadt 16.210 Einwohner.

## Lage und Wirtschaft
Wirtschaftlich ist Harlingen vorwiegend von Landwirtschaft, Schifffahrt, Seefischerei und Tourismus geprägt. Ungefähr acht Kilometer südlich von Harlingen beginnt der Abschlussdeich, der das Wattenmeer vom IJsselmeer trennt. Harlingen hat verschiedene Hafenbecken (in den Niederlanden selbst als eigenständige Haven bezeichnet). Diese werden heute teils touristisch (z. B. der Zuiderhaven für Yachten und Traditionssegler), teils wirtschaftlich genutzt. Die Wirtschaftshäfen ermöglichen der Seeschifffahrt den Zugang zur Provinz Friesland. Der neue Fischereihafen wird auch von den großen Kuttern aus Urk genutzt. Vor allem Muscheln werden an Land gebracht. Harlingen hat noch einige kleine Schiffswerften; dort werden nur noch Yachten neu gebaut. Es gibt Fährverbindungen zu den Westfriesischen Inseln Terschelling und Vlieland.

## Geschichte
Im Jahr 777 gründete Gustavus Forteman in Almenum die erste Christenkirche Frieslands. Um 1157 wurde das Kloster Ludingakerke von Eilwardus Ludinga gegründet. Die Mönche legten Grachten an, um den Handel zu stärken. Dadurch gewann das westlich von Almenum liegende, aus zwei „Terpen“ (Warften) entstandene Harlingen so an Bedeutung, dass es im Jahr 1234 das Stadtrecht erhielt. Die Stadt florierte zeitweise, als sie sich wirtschaftlich auf Holland orientierte.
Ehemals lag der Ort westlicher, aber das Meer riss mehrfach Land weg, so dass sich der Ort langsam verlagerte. 1543 und 1565 erfolgten Erweiterungen nach Norden, die den Noorderhafen zum Binnenhafen machten. 1574 mussten auf Befehl des Statthalters, des Herzogs von Alba, Caspar de Robles, die Deiche an der friesischen Küste erhöht werden. 1579 wurde die Stadt wegen des Zuzugs flämischer Mennoniten nach Osten erweitert. Aufgrund des verstärkten Seehandels mit Anrainern von Nord- und Ostsee folgte 1598 eine Erweiterung der Stadt nach Süden. 1644 wurde die friesische Kriegsflotte in den Zuiderhafen verlegt. Die Handelsschifffahrt dominierte jedoch weiter Harlingen. Es gab Liniendienste zu den Westfriesischen Inseln, in die ganze Provinz und die Häfen der Zuiderzee bis nach Amsterdam.

Auch heute werden in den Häfen der Stadt viele Waren umgeschlagen, zum Beispiel Holz, Kies und Vieh.

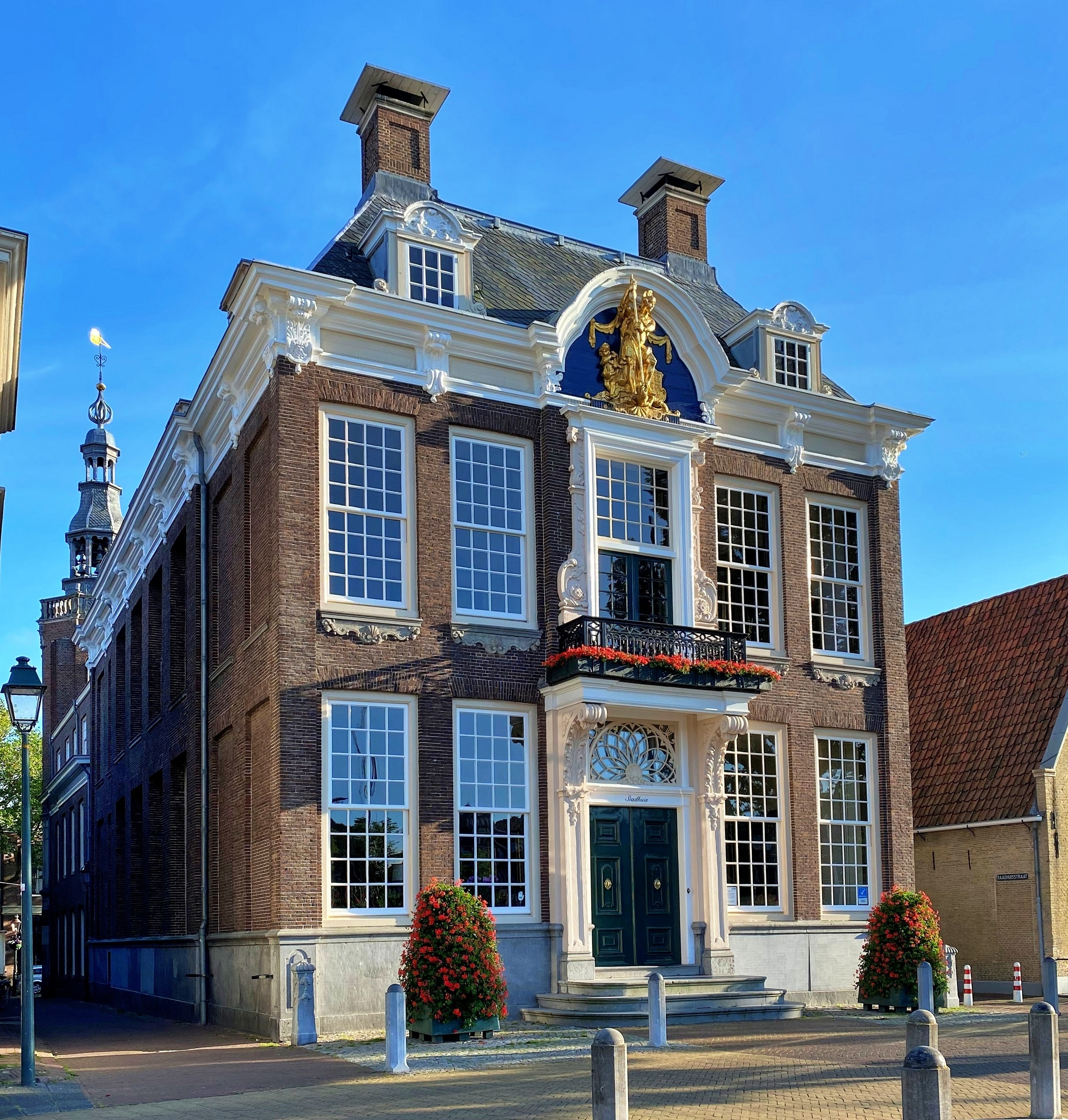
Rathaus Harlingen
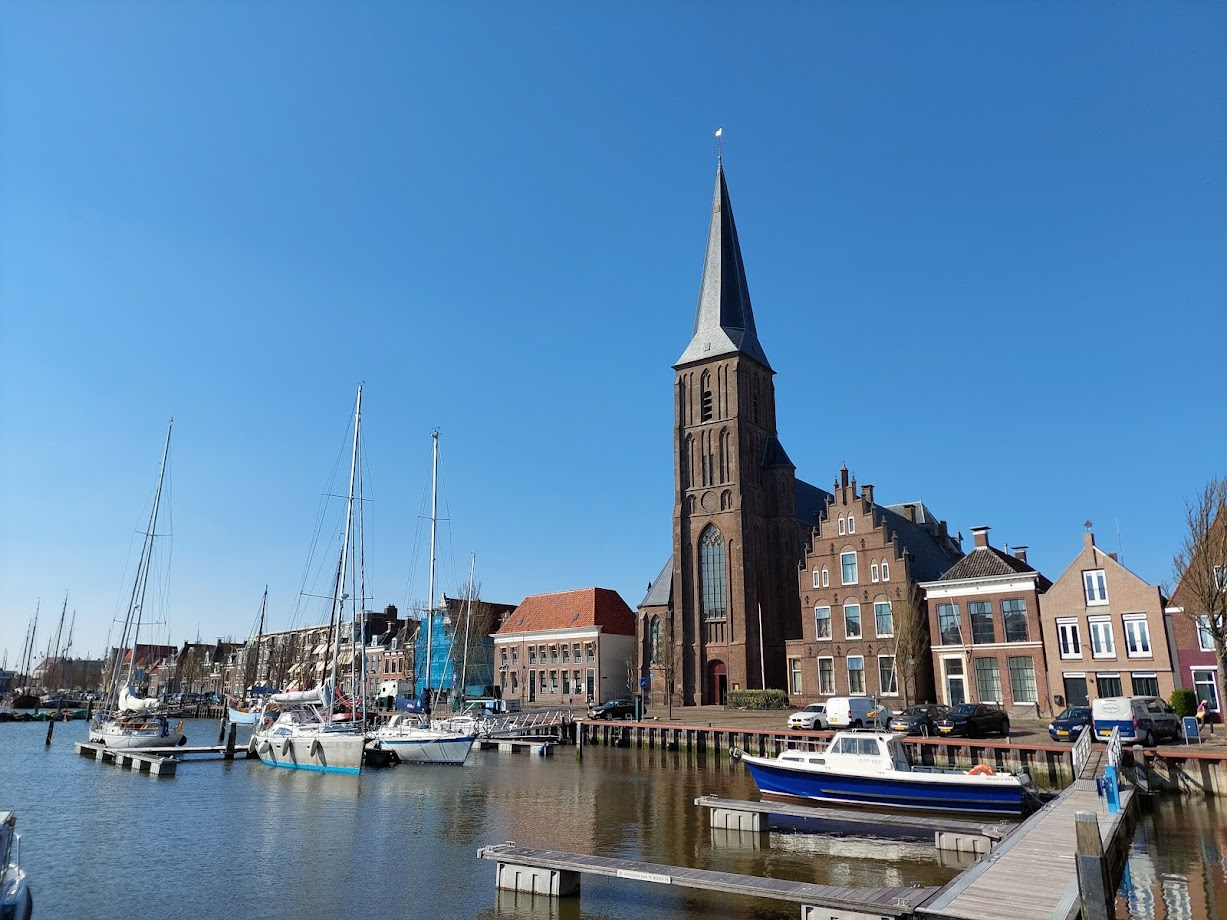
Katholische Sankt-Michael-Kirche
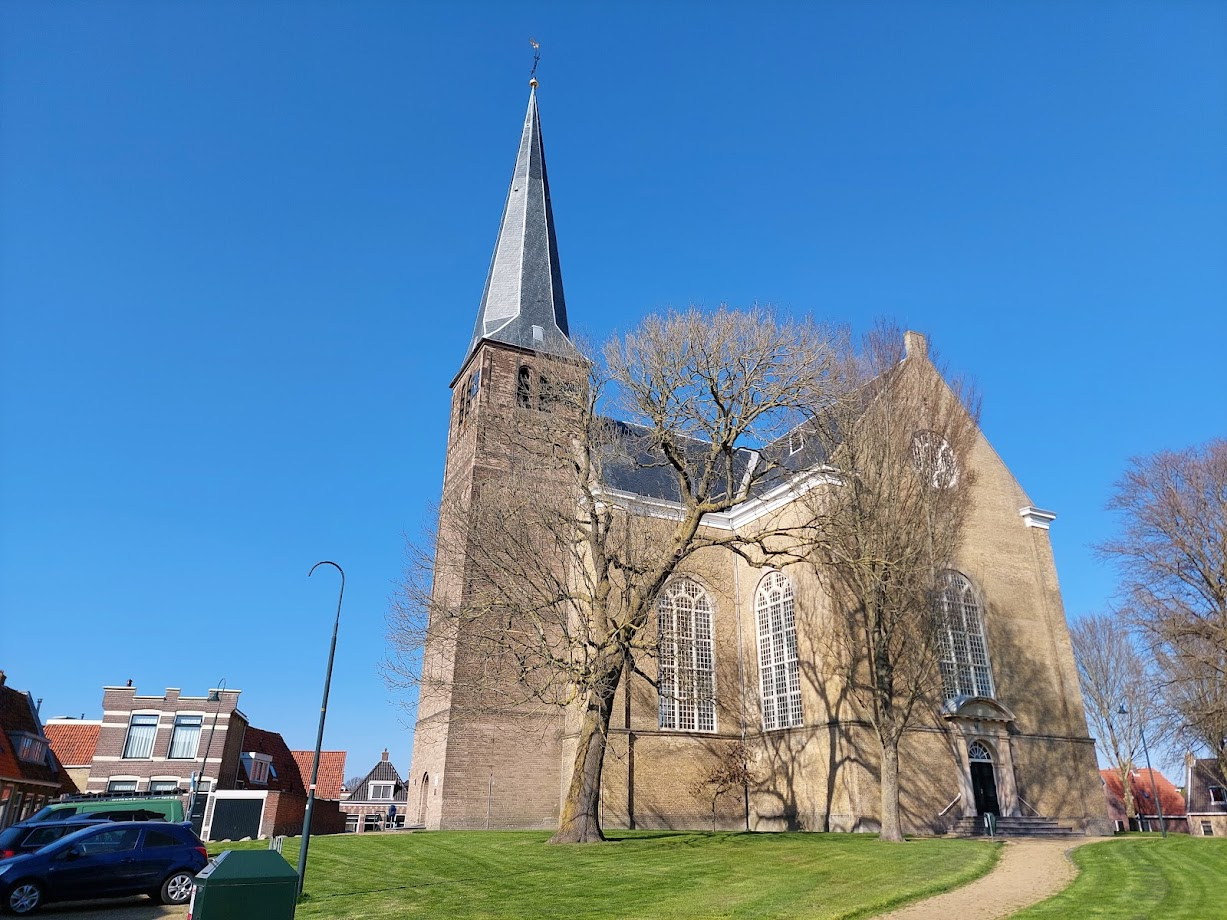
Reformierte Große Kirche
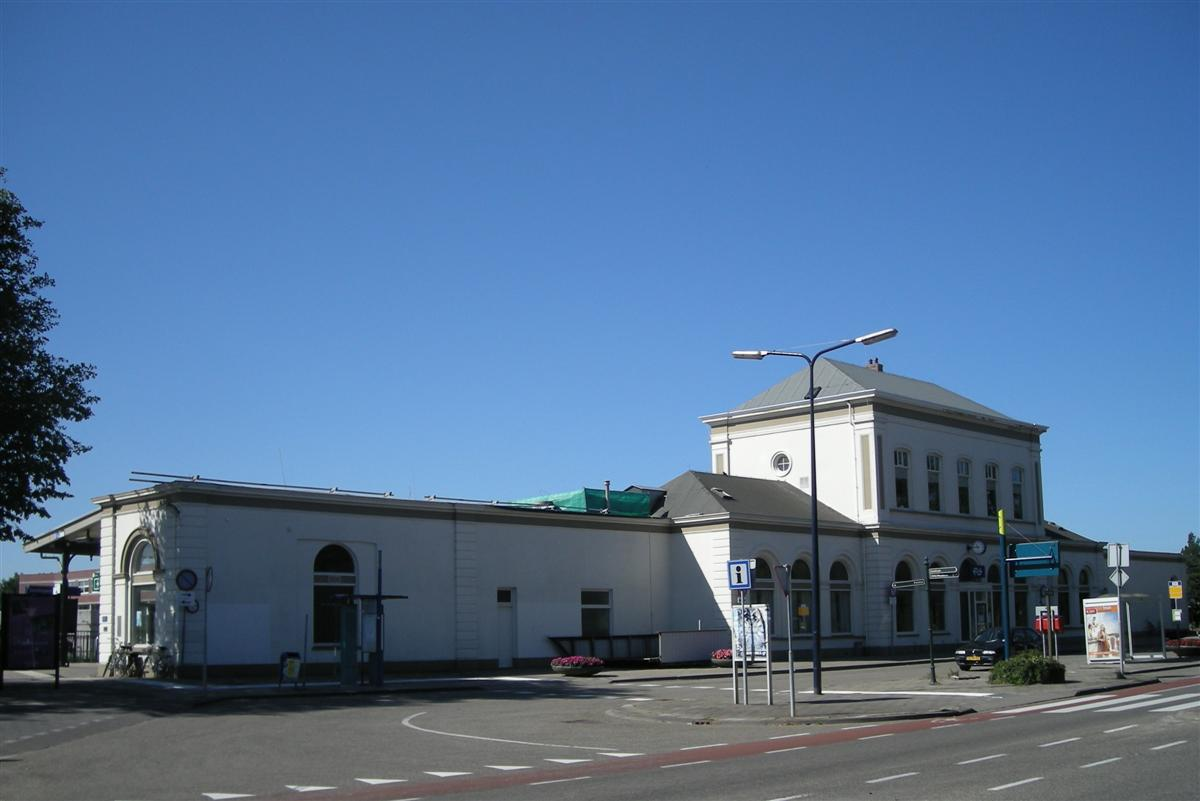
Bahnhof Harlingen
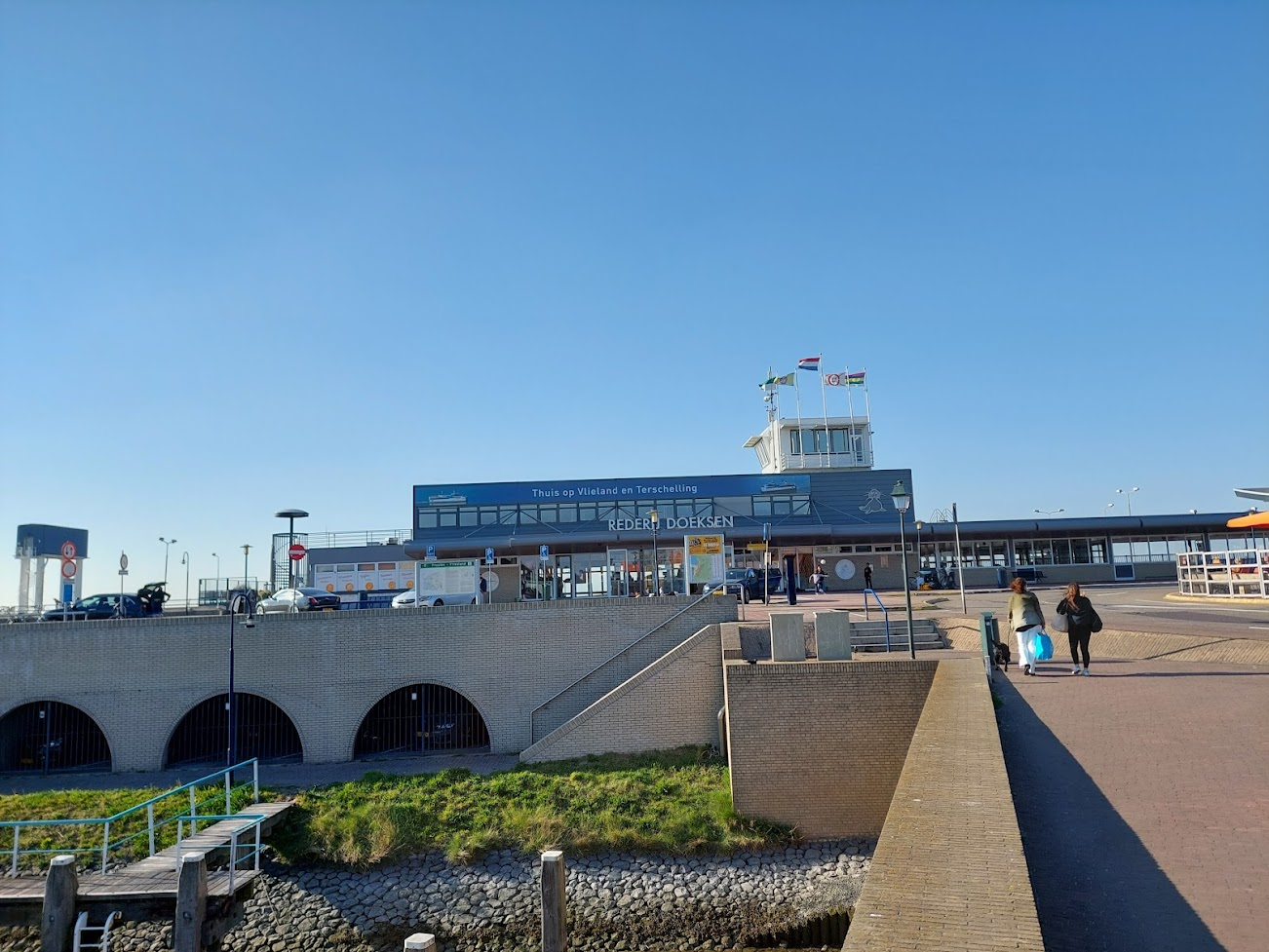
Fährterminal Harlingen

## Politik

### Sitzverteilung im Gemeinderat
In Harlingen wird der Gemeinderat folgendermaßen gebildet:
| Partei                                    | Sitze | Sitze | Sitze | Sitze | Sitze | Sitze | Sitze | Sitze | Sitze | Sitze | Sitze |
| Partei                                    | 1982  | 1986  | 1990  | 1994  | 1998  | 2002  | 2006  | 2010  | 2014  | 2018  | 2022  |
| ----------------------------------------- | ----- | ----- | ----- | ----- | ----- | ----- | ----- | ----- | ----- | ----- | ----- |
| PvdA                                      | 6     | 6     | 6     | 5     | 4     | 4     | 6     | 3     | 3     | 5     | 4     |
| Harlinger Belang                          | 4     | 5     | 4     | 5     | 2     | 2     | 3     | 2     | 3     | 2     | 3     |
| Harlinger Alternatief ’97                 | –     | –     | –     | –     | 2     | 1     | 3     | –     | –     | –     | –     |
| CDA                                       | 4     | 3     | 4     | 3     | 4     | 5     | 4     | 2     | 3     | 3     | 3     |
| VVD                                       | 2     | 2     | 2     | 1     | 2     | 2     | 2     | 2     | 2     | 2     | 2     |
| Wad’n Partij Harlingen                    | –     | –     | –     | –     | –     | –     | –     | –     | 1     | 1     | 2     |
| Harlinger Onafhankelijke Ouderen Partij a | –     | –     | –     | –     | –     | –     | –     | –     | –     | 1     | 1     |
| GroenLinks                                | –     | –     | 1     | 1     | 2     | 2     | 2     | 1     | 1     | 1     | 1     |
| D66                                       | 0     | –     | –     | 2     | 1     | 0     | 0     | 1     | 2     | 1     | 1     |
| ChristenUnie                              | –     | –     | –     | –     | –     | –     | –     | 1     | 1     | 1     | 0     |
| Jezus Leeft                               | –     | –     | –     | –     | –     | –     | –     | –     | –     | –     | 0     |
| Ouderen Politiek Actief a                 | –     | –     | –     | –     | –     | –     | –     | –     | 1     | –     | –     |
| Frisse Wind Harlingen                     | –     | –     | –     | –     | –     | –     | –     | 3     | –     | –     | –     |
| SP                                        | –     | –     | –     | –     | –     | –     | –     | 2     | –     | –     | –     |
| Nederlandse Klokkenluiders Partij         | –     | –     | –     | –     | –     | –     | –     | 0     | –     | –     | –     |
| SGP                                       | –     | –     | 0     | –     | –     | –     | –     | –     | –     | –     | –     |
| RPF                                       | –     | 1     | 0     | –     | –     | –     | –     | –     | –     | –     | –     |
| GPV                                       | 1     | 1     | –     | –     | –     | –     | –     | –     | –     | –     | –     |
| Gesamt                                    | 17    | 17    | 17    | 17    | 17    | 17    | 17    | 17    | 17    | 17    | 17    |

Anmerkungen

### Bürgermeister
Seit dem 31. Mai 2021 ist Ina Sjerps (PvdA) amtierende Bürgermeisterin. Zu ihrem Kollegium zählen die Beigeordneten Hein Kuiken (PvdA), Harry Boon (CDA), Paul Schoute (VVD) sowie die Gemeindesekretärin Saskia van den Broek.

## Veranstaltungen
Durch Harlingen führt die Strecke der Elfstedentocht, des berühmten Eisschnelllauf-Marathonrennens entlang der elf friesischen Städte.

## Verkehr

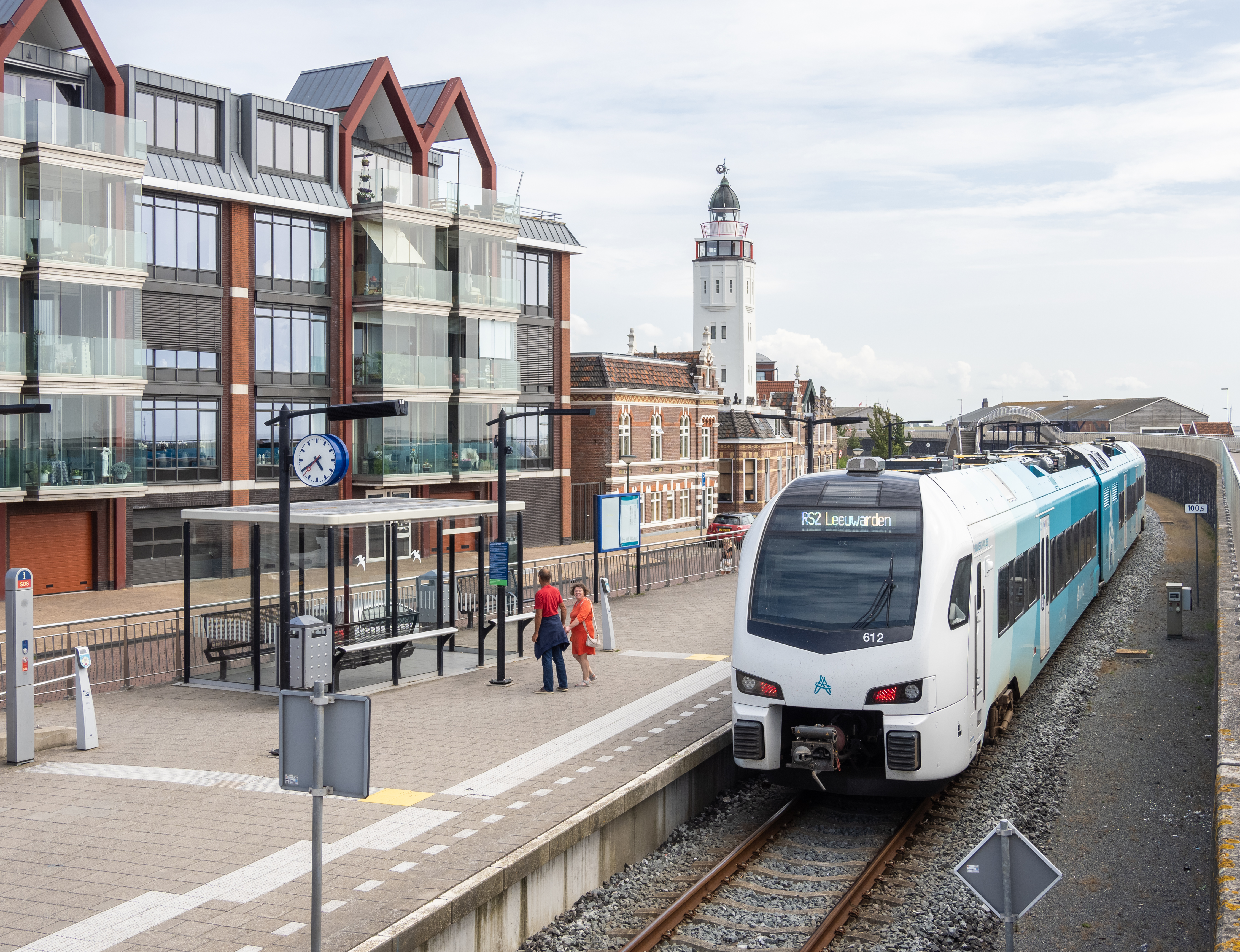
Station Harlingen Haven

- Die Station Harlingen Haven ist Endstation einer von Regionalbahnen des Verkehrsunternehmen Arriva befahrenen Eisenbahnstrecke nach Leeuwarden über Franeker. Eine weitere Station an dieser Strecke im Stadtgebiet ist der Bahnhof Harlingen.
- Harlingen liegt am Rijksweg 31, der nach Leeuwarden als Autobahn verläuft.
- Vom Fähranleger Harlingen aus bestehen Fährverbindungen zu den Inseln Terschelling und Vlieland.

## Touristisches
In der von Grachten durchzogenen Innenstadt Harlingens befinden sich zahlreiche historische Gebäude vom 16.–19. Jahrhundert. Bemerkenswerte Bauten sind:
- das barocke Rathaus von 1730 mit Turm des Vorgängerbaus aus dem 16. Jahrhundert
- die reformierte Grote Kerk (Große Kirche), erbaut von 1772 bis 1775
- die katholische Sankt-Michael-Kirche am Zuiderhaven, erbaut 1881 von Alfred Tepe als dreischiffige Kreuzbasilika im neugotischen Stil

In der Saison frequentieren viele Freizeitschiffe (darunter Traditions- und Plattbodenschiffe, unter anderem die sogenannten skûtsjes) den Hafen. Teile des Hafens liegen nahe der Innenstadt.
Samstags findet ein Wochenmarkt in Harlingen statt.
Das außergewöhnlichste Hotel in Harlingen ist ein 1967 gebauter Hafenkran, in dem 2001 eine Hotelsuite eingerichtet wurde.

## Persönlichkeiten
- Jakob von Typsma (1608–1672), Mediziner
- Baudina Stinstra (1739–1821), Zeichnerin
- Karl Friedrich am Ende (1756–1810), österreichischer Feldmarschallleutnant
- Jurjen de Jong (1807–1890), Genre- und Porträtmaler
- Pieter Willem Sebes (1827–1906), Genre- und Porträtmaler
- Rein Miedema (1835–1912), Maler
- Simon Vestdijk (1898–1971), Schriftsteller. Das Stadtmuseum Hannemahuis hat einen Raum, der an ihn erinnert.[7]
- Melle Weersma (1908–1988), Jazz- und Unterhaltungsmusiker
- Gerd Lüpke (1920–2002), niederdeutscher Autor, Übersetzer und Hörfunksprecher; lebte in Harlingen
- Henk Alkema (1944–2011), Komponist
- Hans van Houwelingen (* 1957), Künstler
- Jan Ykema (* 1963), niederländischer Eisschnellläufer

## Galerie

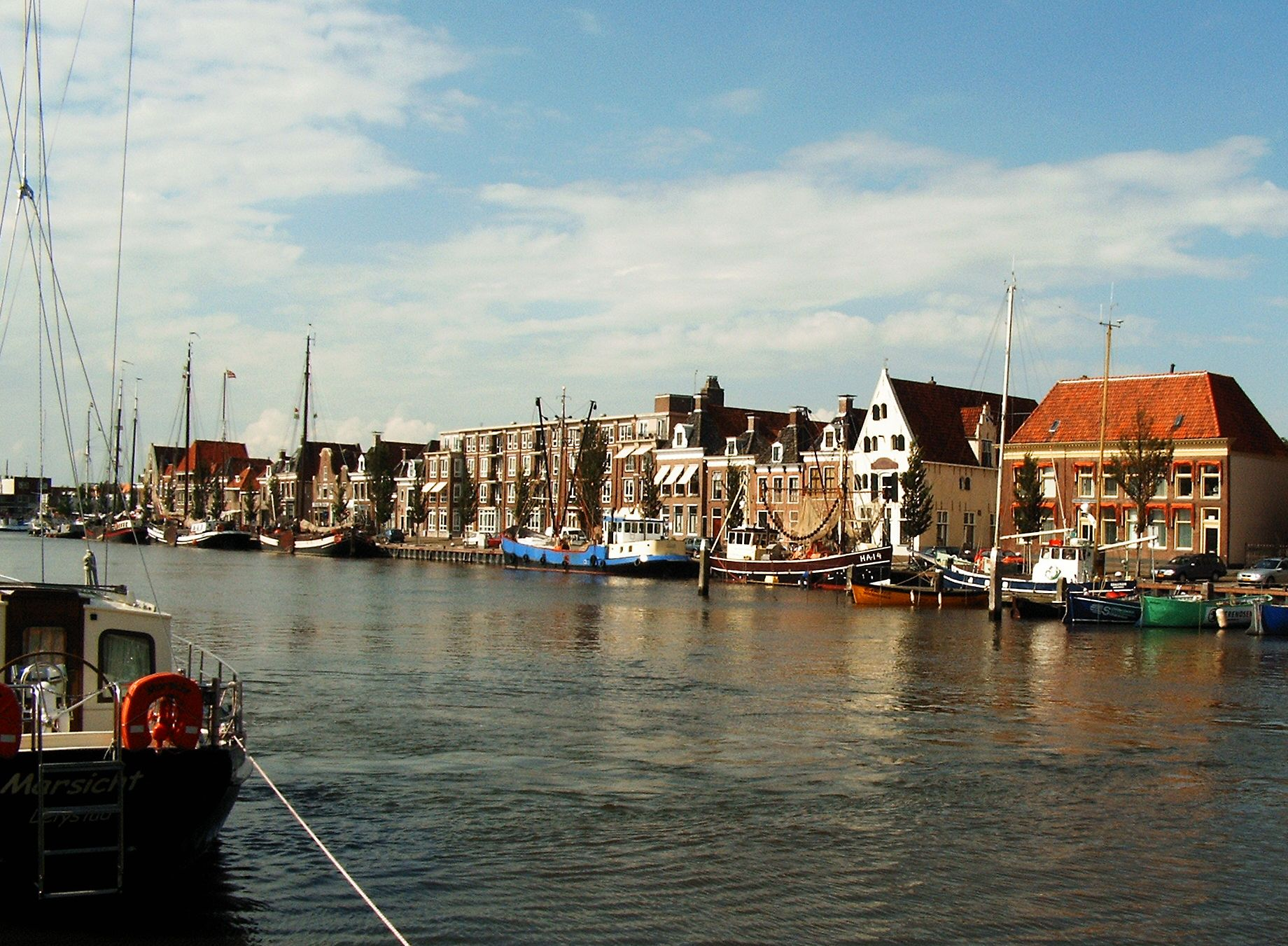
Zuiderhaven
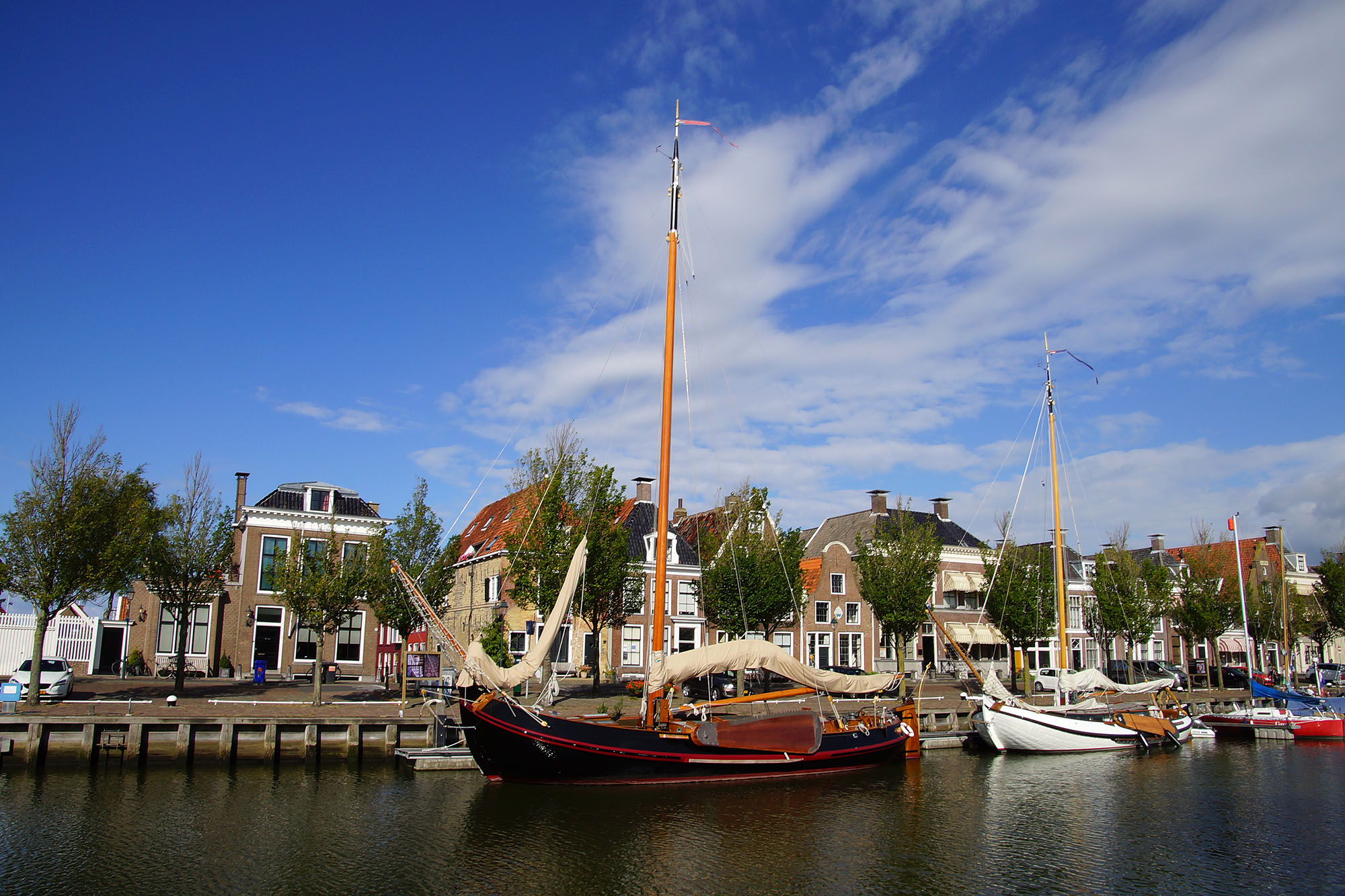
Noorderhaven
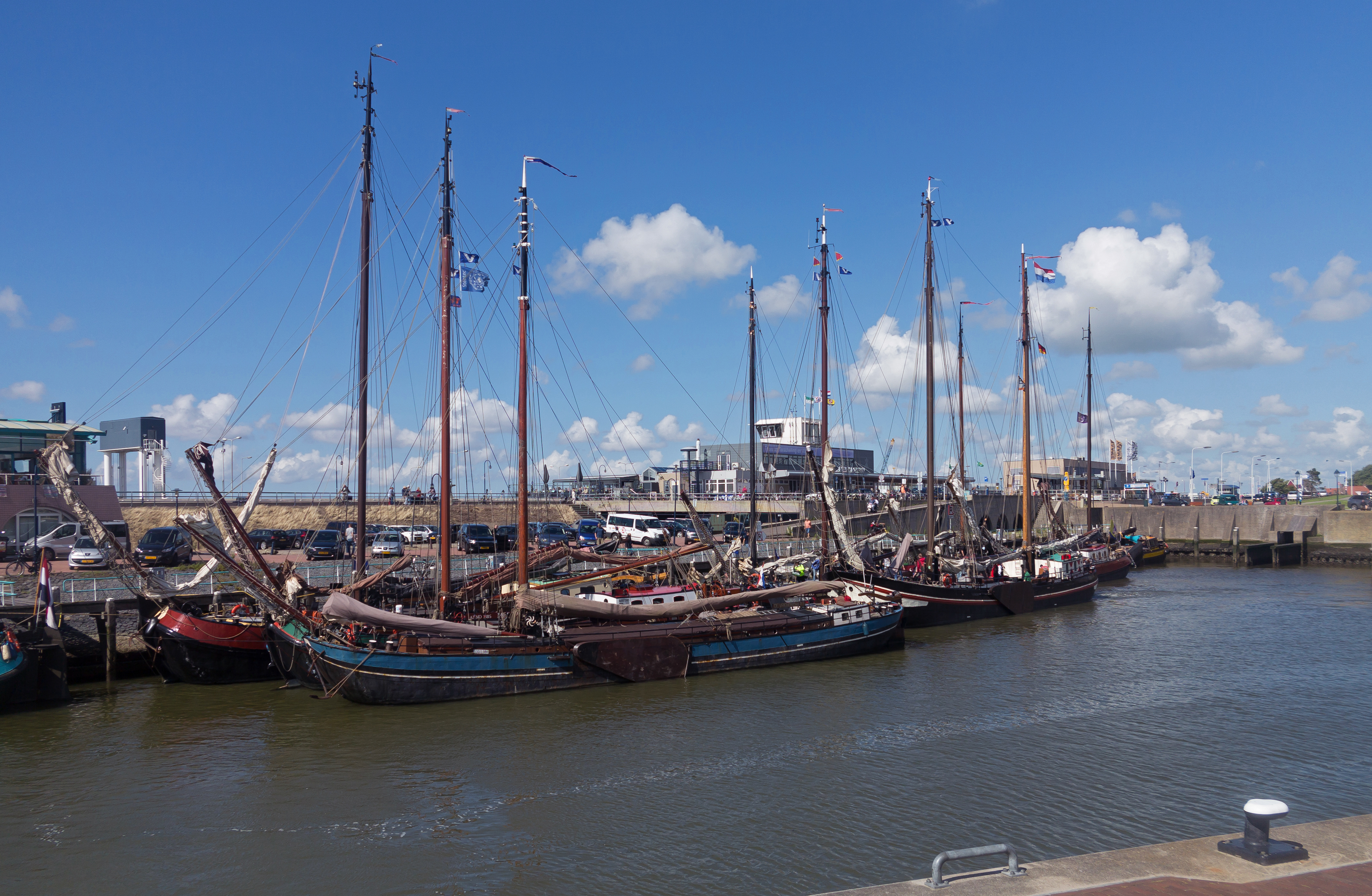
Alter Buitenhafen
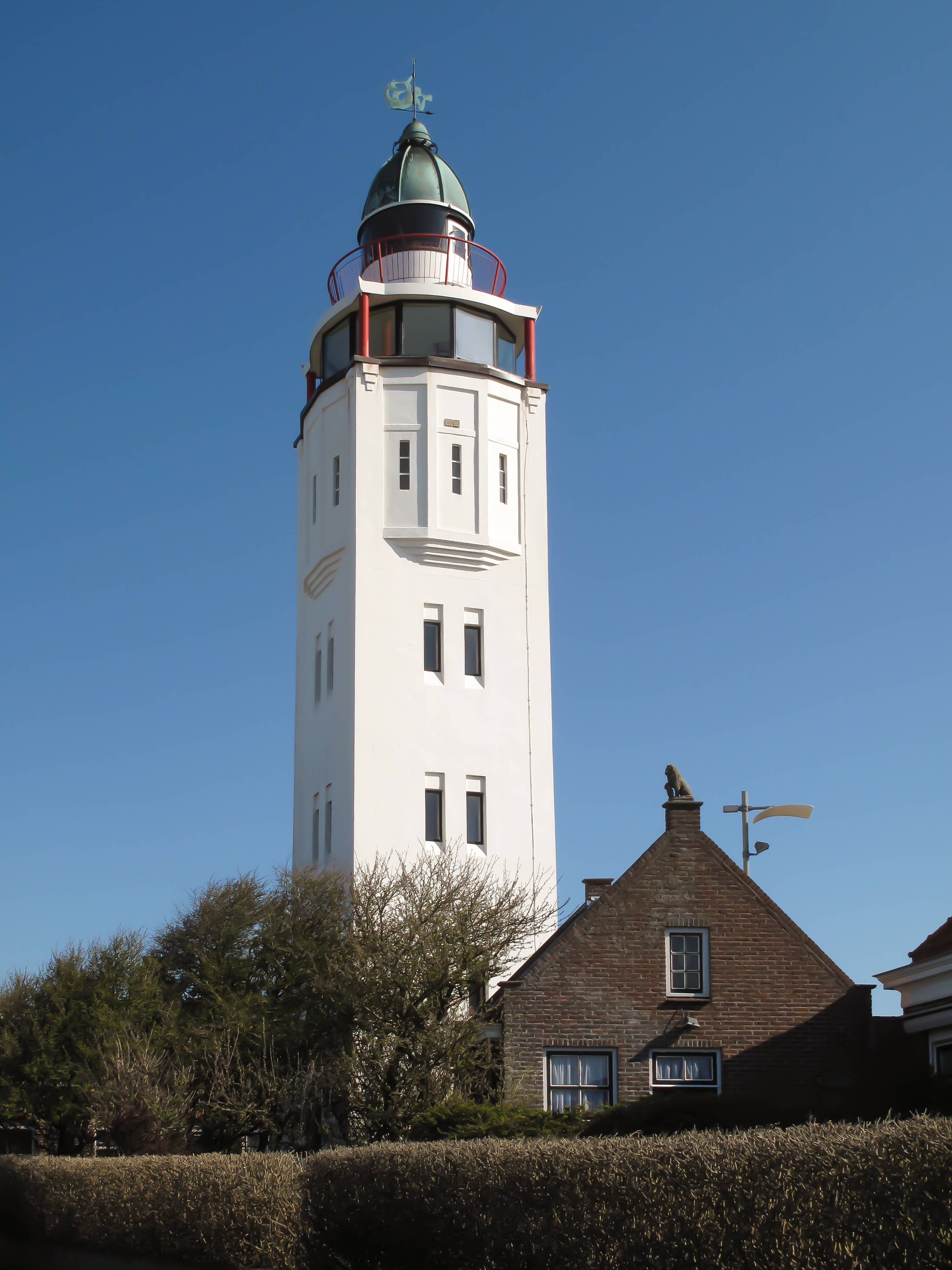
Ehemaliger[8] Leuchtturm
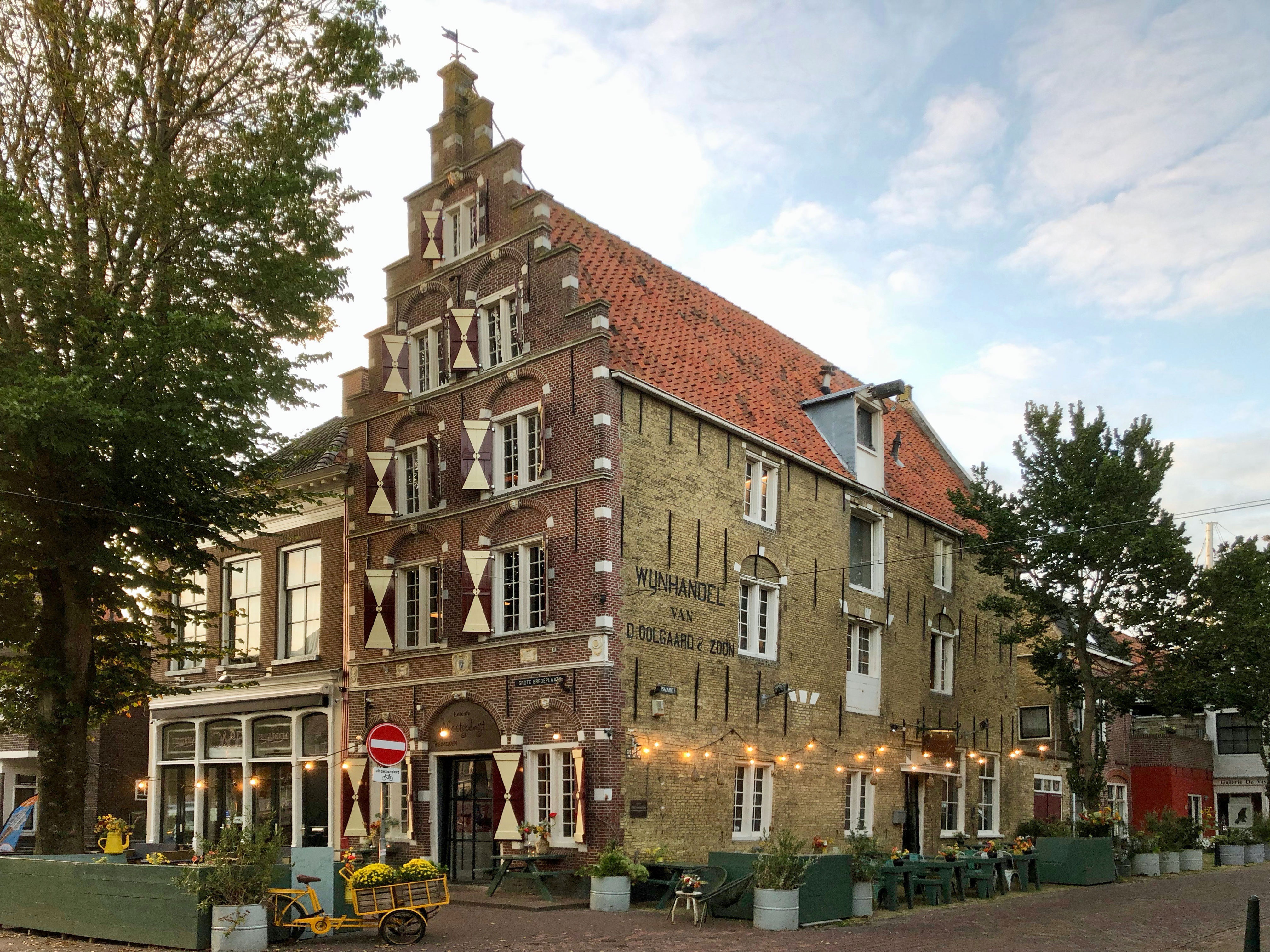
De Blauwe Hand am Grote Bredeplaats 35, ein ehemaliges Lagerhaus von 1647
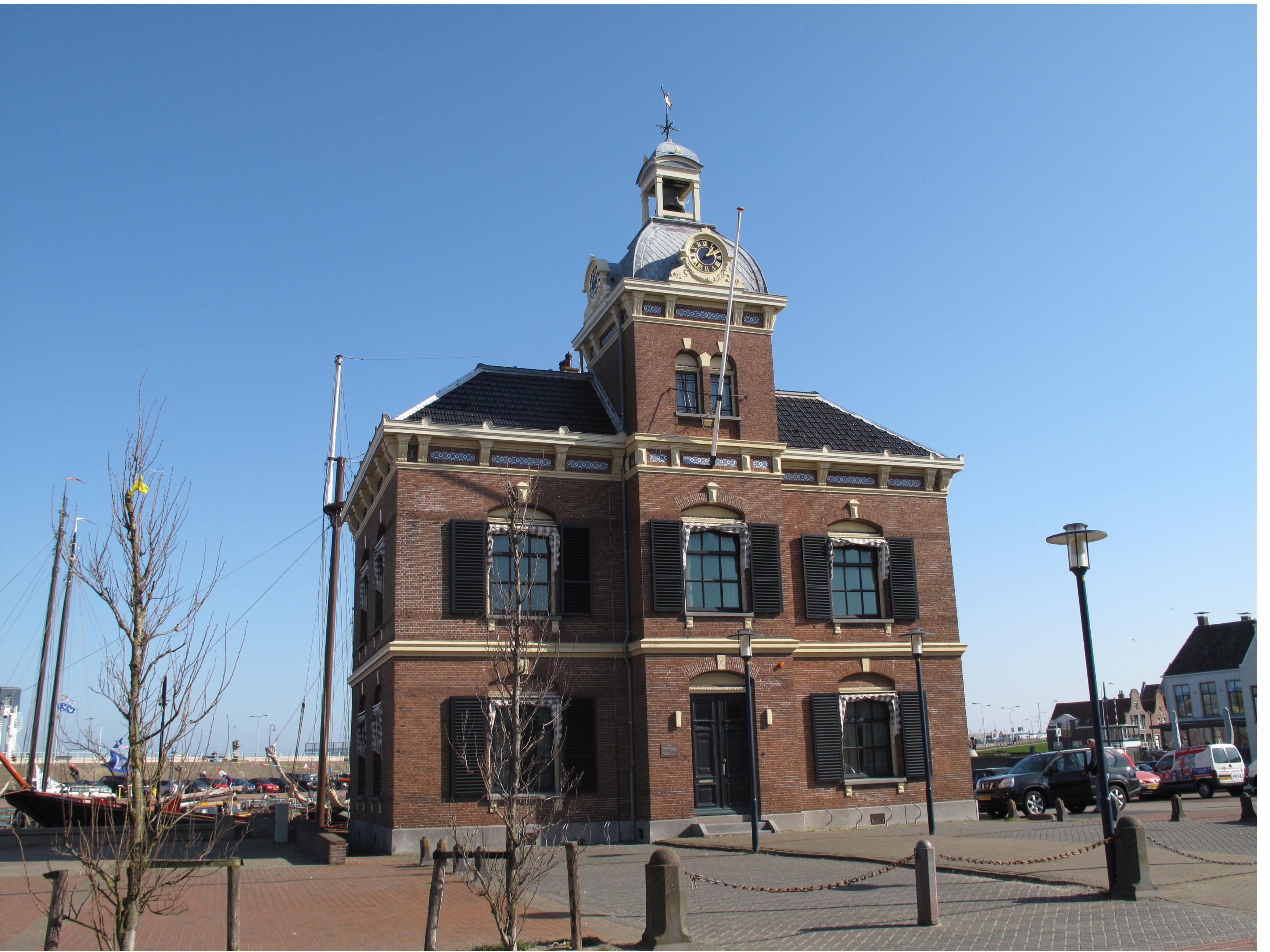
Ehemaliges Amtsgericht von 1884
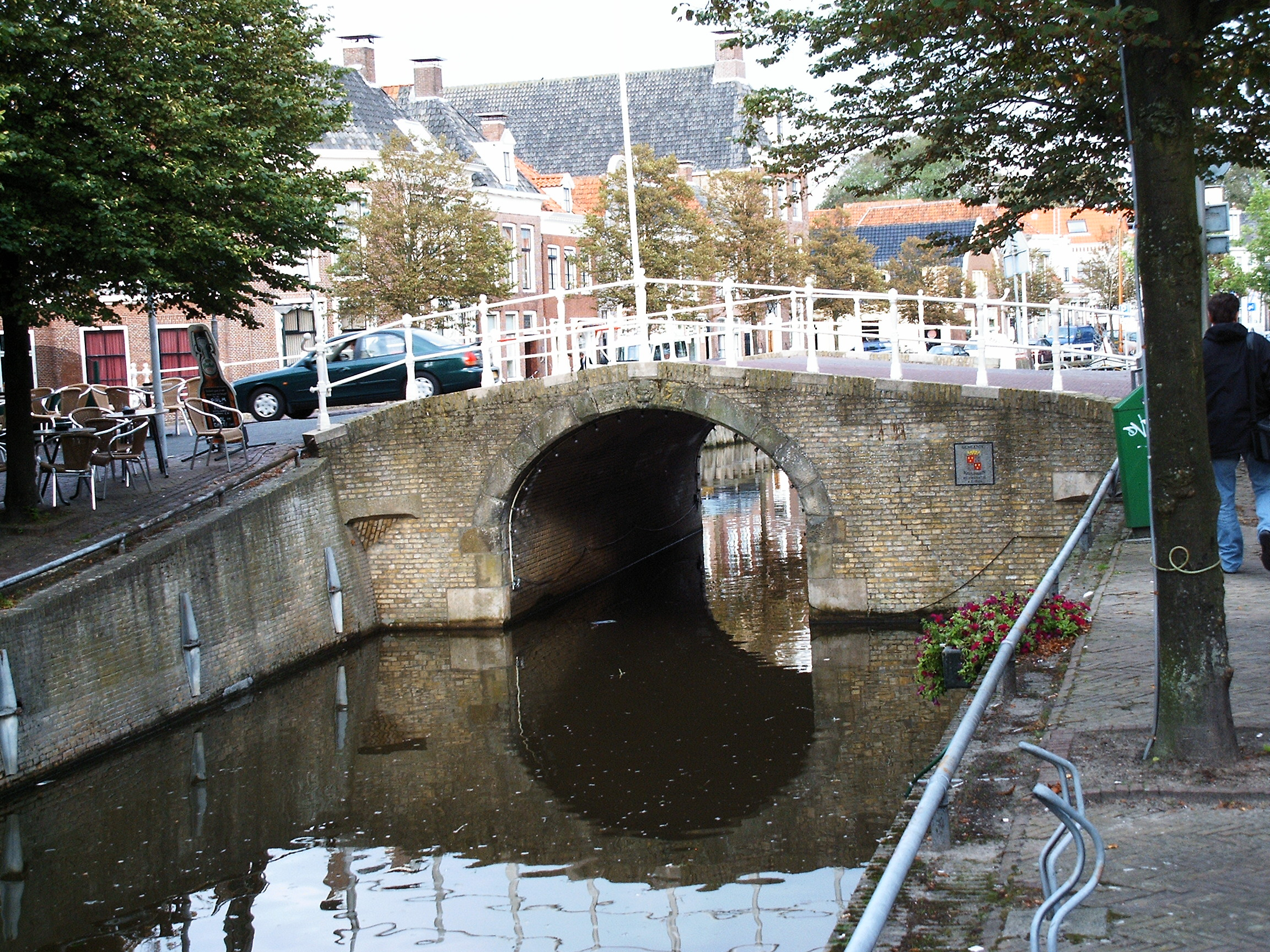
Gracht in der Altstadt
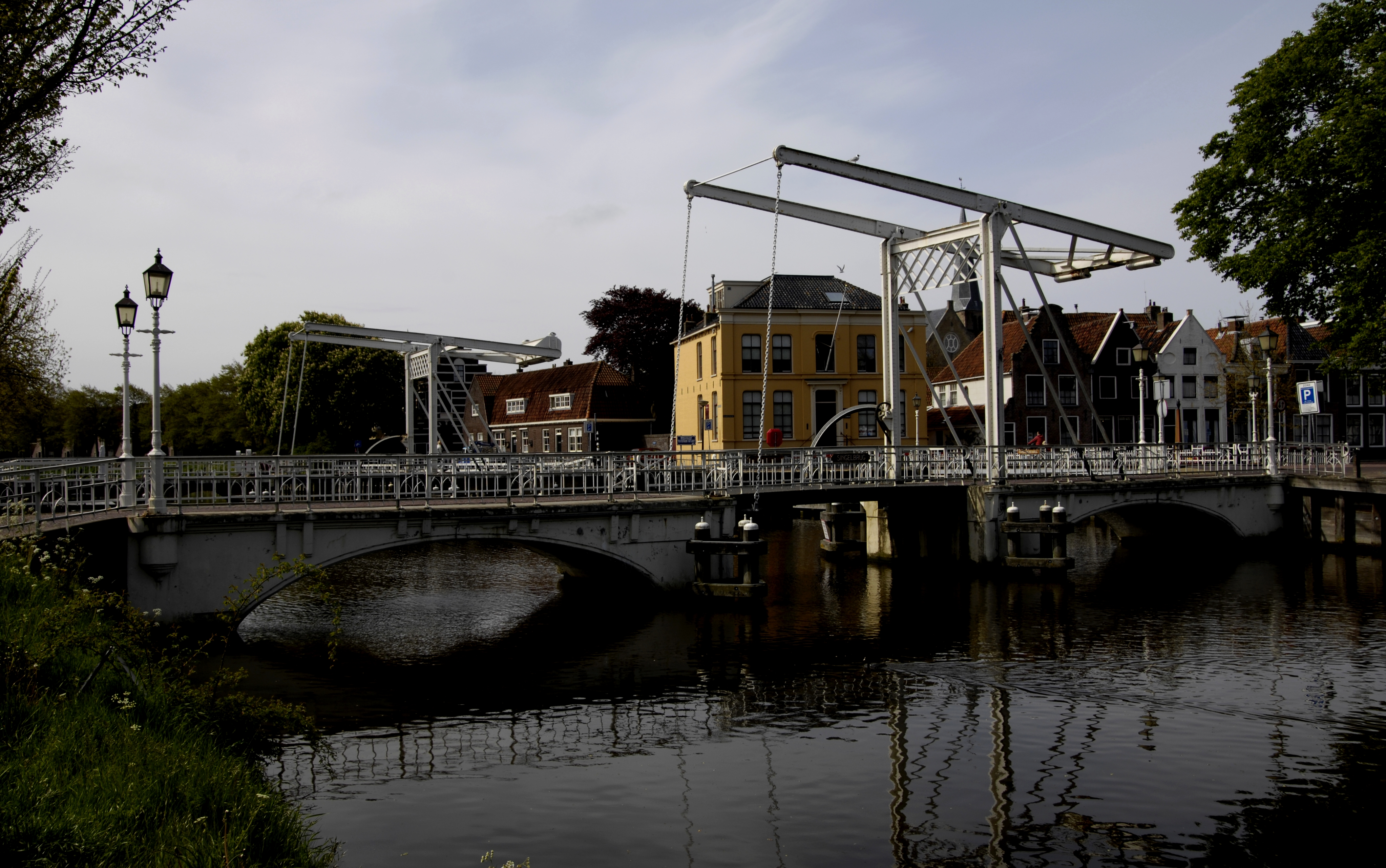
Zugbrücke in Harlingen
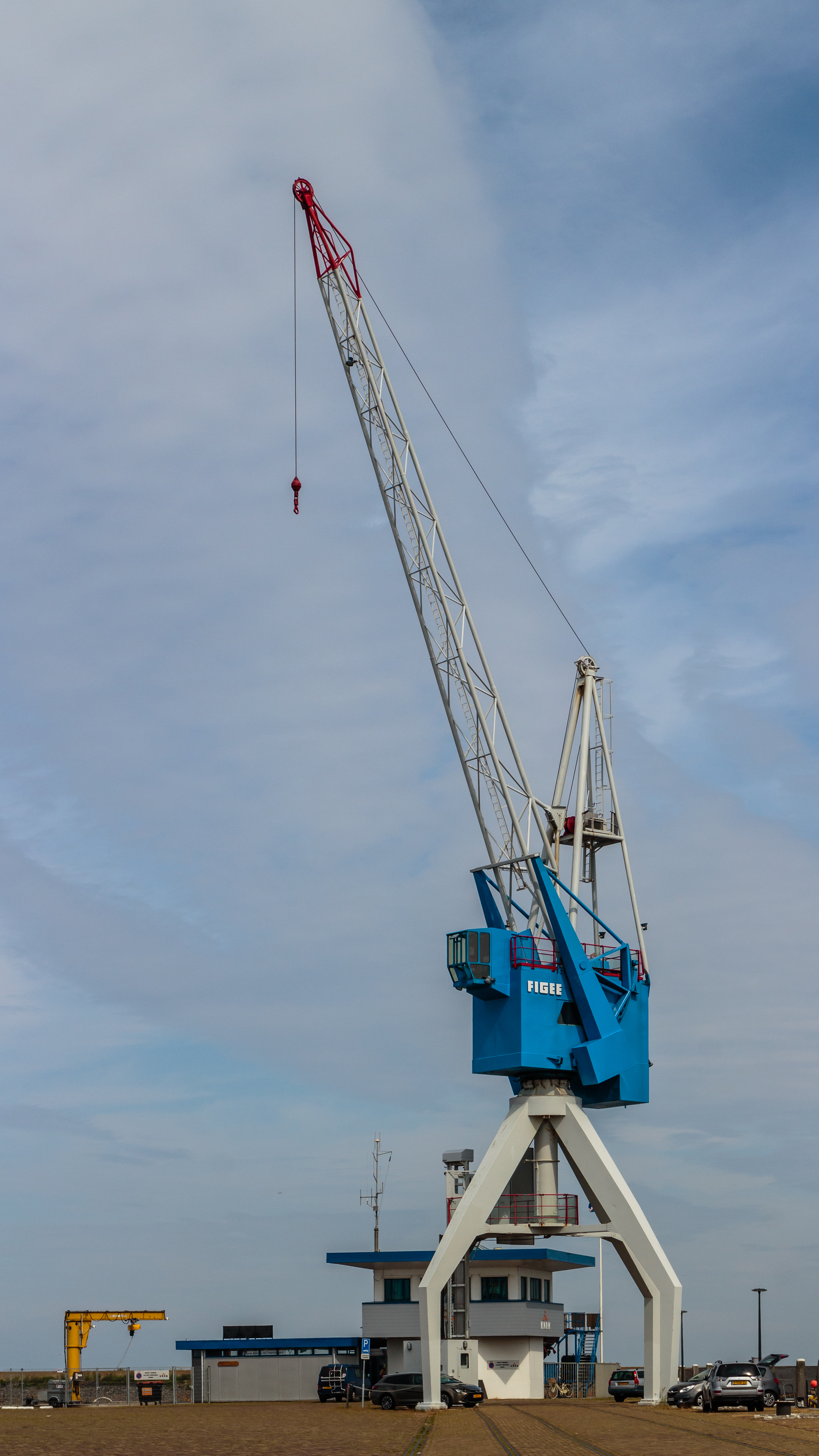
Kranhotel